# Vương Chấn (tướng)
Thượng tướng Binh đoàn đường sắt Vương Chấn (tiếng Trung: 王震) (11 tháng 4 năm 1908 – 12 tháng 3 năm 1993) là một tướng lĩnh, chính khách Trung Quốc và một trong bát đại nguyên lão của Đảng Cộng sản Trung Quốc, từng giữ chức Phó Chủ tịch nước Cộng hòa Nhân dân Trung Hoa từ năm 1988 đến năm 1993.
Vương là một cộng sự gần gũi của Chủ tịch nước Trung Quốc Lý Tiên Niệm.
Giống như hầu hết các nhà lãnh đạo cộng sản Trung Quốc, Vương Chấn khởi đầu chỉ là một chỉ huy. Trong Thế chiến II khi các cơ sở cộng sản ở Tây Bắc Trung Quốc đã bị phong tỏa bởi lực lượng Quốc Dân Đảng dưới sự chỉ huy của Hồ Tông Nam, Vương Chấn nổi tiếng là người chỉ huy lữ đoàn của Lữ đoàn 359 thành công trong việc chuyển đổi đất lãng phí tại Nam Nê Loan thành đất trang trại sản xuất, và nông nghiệp đầu ra không chỉ hỗ trợ cho lữ đoàn, mà còn có mức thặng dư đáng kể để hỗ trợ các bộ phận khác của cơ sở cộng sản. Thành công sau đó đã được ca ngợi bởi những người cộng sản như là một ví dụ về tự cấp tự túc.